# Knapzakroute

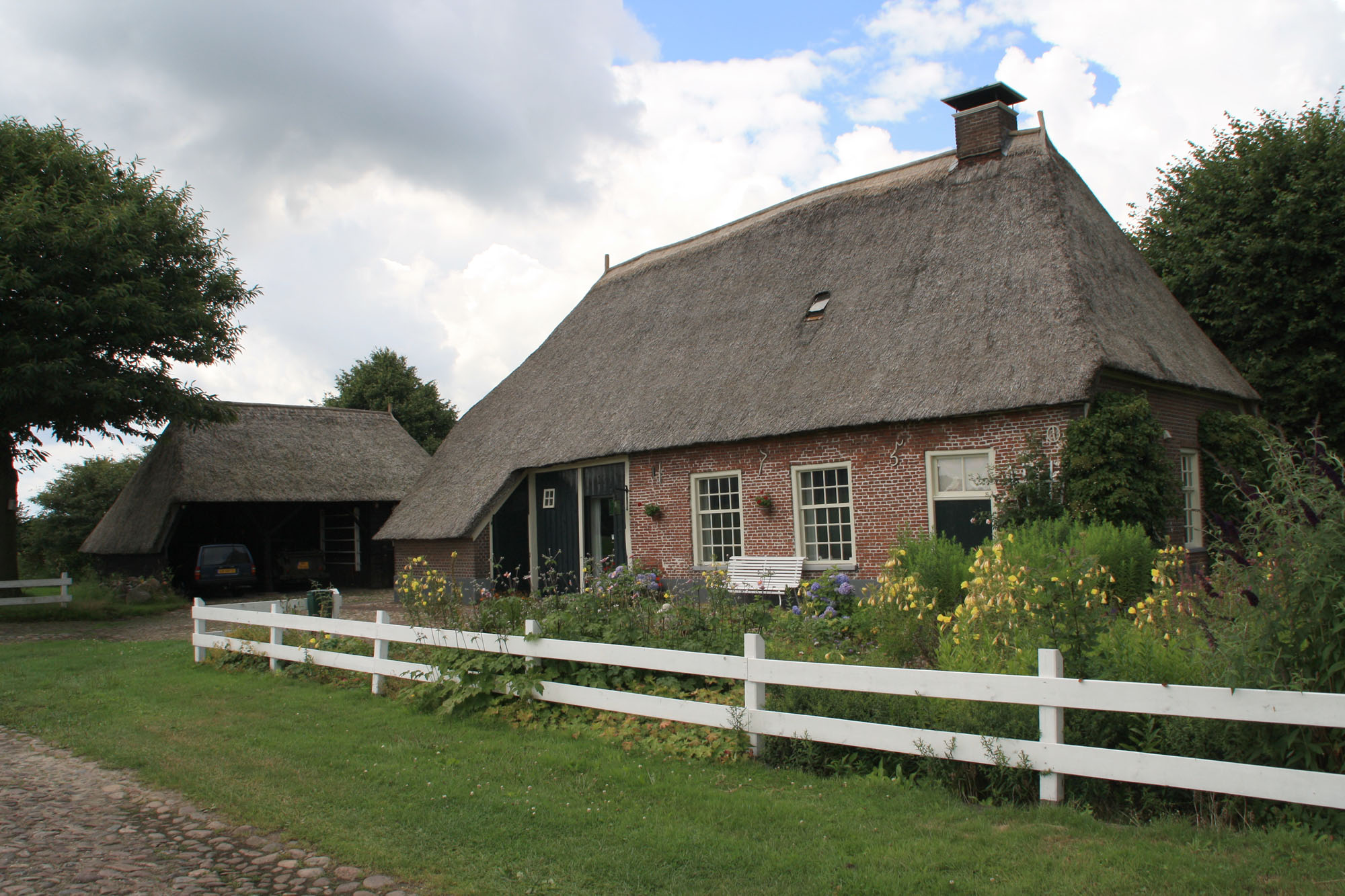
Knapzakroutes voeren langs vele cultuurhistorische bezienswaardigheden, zoals Saksische boerderijen

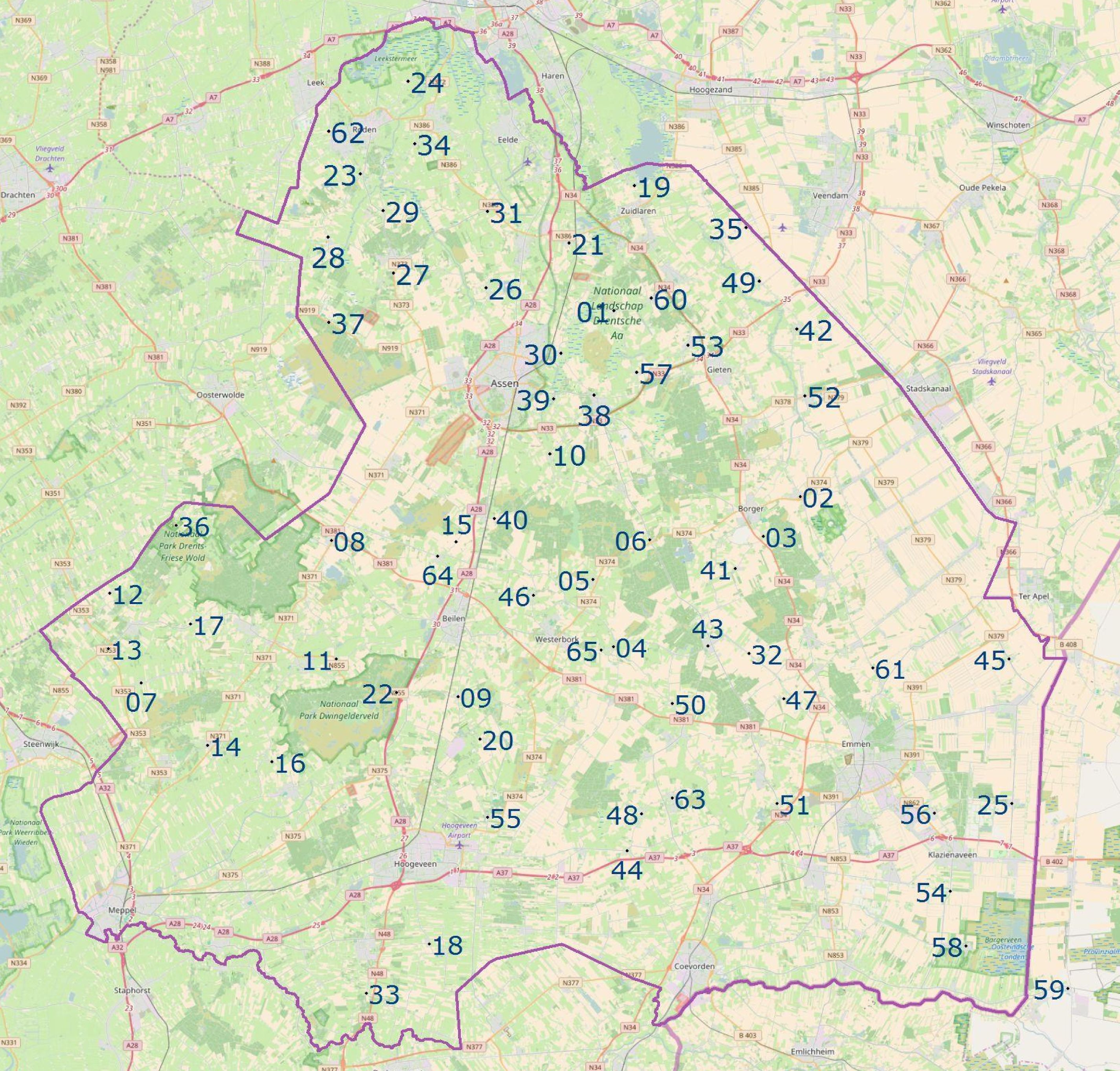
Alle Knapzakroutes in Drenthe

De Knapzakroutes zijn lokale rondwandelingen door Drenthe, die worden beschreven in een wandelgidsje. Meestal loopt een route door of langs een of twee dorpen. De routes zijn in het veld niet gemarkeerd. Er zijn sinds 1984 in totaal 77 verschillende gidsjes van deze routes verschenen, sinds 2010 zijn er 65 actueel die een totale lengte van rond de 1200 km beschrijven. De lengtes van de routes variëren van 11,5 tot 19,5 kilometer, deze gaan door meer dan 70 grote en kleine Drentse dorpen. Naast de routebeschrijvingen worden in de gidsjes uitgebreide cultuurhistorische achtergronden gegeven.

## Geschiedenis
In 1983 wordt door een groep vrijwilligers uit de gemeente Rolde bij de vereniging Brede Overleggroep Kleine Dorpen in Drenthe (BOKD) een plan ingediend voor wandelroutes vanuit een aantal kleine dorpen. De BOKD start daarop het project eenvoudig toerisme: de wandelaars gaan kennis maken met het Drents cultuurlandschap. Verschillende landschapselementen langs de routes laten zien hoe het landschap vanuit de dorpen in cultuur werd gebracht en werd geëxploiteerd. Kleine dorpen konden goed inspelen op nieuwe ontwikkelingen. Voordelige horeca en overnachtingen, natuur en landschap en dorpskarakter kunnen de meeste dorpen in Drenthe aanbieden. De eerste natuurwandeling met historische landschapsbeschrijving werd uitgebracht over het dorp Amen en omgeving onder de naam Wandeling 1, later Route 1. Deze route liep via het Amerdiepje, het Westersche Veld, Eldersloo en Ekehaar. Het motto was Met de knapzak rondom Rolde. Het eenvoudige gidsje had een geel omslag. In hetzelfde jaar volgden de wandelingen Route 2, via Ekehaar en Anreep; Route 3, naar Ekehaar en Geelbroek; Route 4 via Deurze en Loon; Route 5, vanuit het dorp Balloo via het stroomdal van de Drentsche Aa en Route 6, naar Papenvoort en Anderen. Het motto werd door deze uitbreiding Met de knapzak door Drenthe. De eerste wandeling die werd uitgegeven onder de naam Knapzakroute was die van Rolde in 1984. De gidsjes bevatten nu ook informatie over interessante bezienswaardigheden onderweg. Er moest een wachtlijst aan worden gelegd van dorpen die zelf ook een Knapzakroute wilden uitzetten. Eind 1986 waren er al bijna twintig routes gemaakt en eind jaren tachtig waren het er ongeveer 55. In juni 1997 verscheen de laatste route. 

## Knapzakpaden
Door verscheidene Knapzakroutes met elkaar te combineren werden er vier Knapzakpaden gemaakt, die als meerdaagse wandelingen waren bedoeld. Daarvan was er een in Noord-Drenthe, een in Noordwest-Drenthe, een in Zuidwest-Drenthe en een in Zuidoost-Drenthe. Deze laatste werd in 1995 uitgegeven onder de titel Emmen over de grens. Een meerdaagse wandeling van ongeveer 100 kilometer die in grote lijnen de gemeentegrens van Emmen volgt, welke deels tevens de landsgrens vormt. Aangezien deze route gedeeltelijk over Duits grondgebied loopt werd aangeraden een paspoort mee te nemen. Het gidsje was met 52 pagina's tweemaal zo dik als die van de routeboekjes. Het Knapzakpad Noordwest-Drenthe is samengesteld uit 9 knapzakroutes en is ongeveer 120 km lang. Het Knapzakpad Zuidwest-Drenthe bestaat uit 11 routes met een totale lengte van 135 km. Het Knapzakpad Noord Drenthe is 113 km lang en samengesteld uit 8 routes. Dit is tevens te gebruiken als NS-wandeling.

## Ontwikkeling
In totaal zijn er, in samenwerking met de dorpsbelangenverenigingen en geholpen door historici, geologen, archeologen en biologen, uiteindelijk vijfenzestig actuele routes verschenen. Vanaf 1986 tot 2005 werden de gidsjes van de knapzakroutes in een standaard witte uitvoering uitgebracht. Naast het logo, een gestileerde rode knapzak aan een zwarte stok, stond alleen de naam en het nummer van de route op de voorzijde. Als cultuurhistorisch project van de BOKD en Stichting Het Drentse Landschap startten de Knapzakroutes in 2006 hun tweede leven met drastisch herziene routes en een geactualiseerde en herziene serie routegidsjes in kleur. Alle routes werden kritisch beoordeeld en vaak aangepast. Enkele zijn daarbij beëindigd, K29 Kamp Westerbork (deels verwerkt in K46 Zwiggelte), K30 Kano-Knapzak Oostermoer (een combinatie van een kanotocht en een wandeling van Annen-Spijkerboor naar Zuidlaren) en de Engelse editie van 39 Orvelte. Er werden wel meer nieuwe toegevoegd. Eind 2010 was de vernieuwde serie compleet en in maart 2011 verscheen de eerste Knapzak-app voor de telefoon. 
Naast de normale routes zijn er ook twee Kinderknapzakroutes, met lengtes van ongeveer 5 km, aan de serie toegevoegd. Al in de jaren 90 van de vorige eeuw was een routegidsje verschenen onder de titel Vijf wandelingen door onbekend Drenthe met mini-Knapzakroutes die toen erg in de belangstelling stonden. Het boekje bevatte drie wandelingen van 5 en twee van 8 kilometer. Bij het herzien van alle paden is dit boekje komen te vervallen evenals het Knapzakpad Emmen over de grens en de drie eerder genoemde paden. 
De actualisering van de routes gebeurt elk voorjaar en per jaar wordt daartoe een derde van het totaal aantal routes door vrijwilligers gecontroleerd. De noodzakelijke wijzigingen worden op internet gepubliceerd tot de vernieuwde gids is uitgegeven.
Hoewel de gidsen nog steeds veel achtergrondinformatie uitgebreid weergeven zijn steeds terugkerende, meer algemene begrippen die voor heel Drenthe opgaan en die dus niet sterk per plaats verschillen, in een boek, het Knapzak-ABC, verzameld en van een uitleg voorzien. In 2015 is de inhoud hiervan op internet toegankelijk gemaakt. In de nieuwe gidsen wordt geregeld hiernaar verwezen middels trefwoorden. Voorbeelden van zulke zaken zijn: brink, esdorp, kerspel en turf.

## Overzicht van de knapzakroutes
Hieronder is een kort overzicht gegeven van alle uitgegeven actuele gidsen. De lengte van de gehele route wordt gegeven en als die volgens de gids kan worden gesplitst in twee delen zijn de lengtes hiervan eveneens aangegeven. Naast de genoemde startpunten worden in de gidsjes vaak nog meer mogelijkheden voorgesteld om de route te beginnen. Met name als er twee plaatsen worden aangedaan kan de route meestal ook in de andere plaats worden aangevangen. De nummering op de gidsjes wordt voorafgegaan door een "K". In de tabel kan de volgorde van de routes worden ingesteld op nummer, naam en op lengte.
| Nr | Naam van de knapzakroute          | Lengte (km) | Delen (km) | Startpunt                                   |
| -- | --------------------------------- | ----------- | ---------- | ------------------------------------------- |
| 01 | Gasteren                          | 17,5        | 7,5 + 10   | Brink 1 in Gasteren                         |
| 02 | Buinen                            | 17          | 8 + 9      | Hoofdstraat 83 in Buinen                    |
| 03 | Ees                               | 18          |            | Dorpsstraat 2 in Ees                        |
| 04 | Orvelte                           | 17          | 5 + 12     | Brink in Orvelte                            |
| 05 | Elp                               | 14          |            | Hoofdstraat 1 in Elp                        |
| 06 | Schoonloo - Grolloo               | 13          | 8 + 10     | Hoofdstraat 16 in Schoonloo                 |
| 07 | Wapserveen                        | 16,5        | 12 + 8     | Oude Dijk 57 in Wapserveen                  |
| 08 | Hoogersmilde                      | 15          | 7,5 + 7,5  | Pieter Hummelenbrug in Hoogersmilde         |
| 09 | Wijster                           | 13          |            | Haddersstraat 2 in Wijster                  |
| 10 | Amen - Ekehaar                    | 17          | 10 + 8     | Amen 20 in Amen                             |
| 11 | Lhee - Lheebroek                  | 19          | 11,5 + 7,5 | Lhee 76 in Lhee                             |
| 12 | Vledderveen                       | 12          |            | Jodenweg 2 in Vledderveen                   |
| 13 | Frederiksoord - Wilhelminaoord    | 17          |            | Koningin Wilhelminalaan 87 in Frederiksoord |
| 14 | Uffelte                           | 17          |            | Tweede Uffelterbrug in Uffelte              |
| 15 | Hijken                            | 16          |            | Oranjekanaal Zuidzijde 21 in Hijken         |
| 16 | Ansen - Ruinen                    | 17          |            | Kerkdijk 2 in Ansen                         |
| 17 | Wapse                             | 17          |            | Ten Darperweg 104 in Wapse                  |
| 18 | Alteveer - Kerkenveld             | 17          |            | Jan Haarstraat 12 in Alteveer               |
| 19 | Midlaren                          | 13          | 4,5 + 9    | Groningerstraat 31 in Midlaren              |
| 20 | Drijber                           | 14,5        |            | Nijenkamp 1 in Drijber                      |
| 21 | Tynaarlo-Zeegse                   | 14          | 9 + 6,5    | Dorpsstraat 8 in Tynaarlo                   |
| 22 | Spier                             | 19,5        | 14 + 7     | Oude Postweg 12 in Spier                    |
| 23 | Lieveren - Roderesch              | 18,5        | 9,5 + 9    | Hoofdweg 1 in Roderesch                     |
| 24 | Roderwolde                        | 14          |            | Roderwolderweg 21 in Foxwolde               |
| 25 | Barger-Compascuum - Hebelermeer   | 15,5        |            | Berkenrode 4 in Barger-Compascuum           |
| 26 | Zeijen - Peest                    | 17          | 7 + 11     | Hoofdstraat 18 in Zeijen                    |
| 27 | Westenvelde - Norg                | 17          | 9,5 + 9,5  | Asserstraat 55 in Norg                      |
| 28 | Een - Steenbergen                 | 19          | 9,5 + 11,5 | Hoofdstraat 37 in Een                       |
| 29 | Langelo                           | 15,5        | 10,5       | Hoofdweg 10 in Langelo                      |
| 30 | Loon - Taarlo                     | 18          | 10,5 + 8   | Gasterenseweg 1 in Loon                     |
| 31 | Donderen                          | 19          | 9,5 + 9,5  | Dorpsweg 8 in Donderen                      |
| 32 | Odoornerveen                      | 17,5        |            | Zuidzijde 16c in Odoornerveen               |
| 33 | Linde - Zuidwolde                 | 18          | 8,5 + 10,5 | Ommerweg 68 in Zuidwolde                    |
| 34 | Altena - Peize                    | 18          | 13         | Altenaweg 33 in Altena                      |
| 35 | Annerveenschekanaal - Spijkerboor | 16,5        |            | Greveling 139 in Annerveenschekanaal        |
| 36 | Zorgvlied - Doldersum             | 18          | 9 + 10,5   | Dorpsstraat 38 in Zorgvlied                 |
| 37 | Veenhuizen                        | 19          |            | Oude Gracht 1 in Veenhuizen                 |
| 38 | Balloo - Rolde                    | 17,5        | 12 + 7,5   | Crabbeweg 2 in Balloo                       |
| 39 | Deurze                            | 16          | 9,5 + 7    | Asserstraat 63 in Deurze                    |
| 40 | Hooghalen                         | 18,5        | 9,5 + 11   | Hoofdstraat 53 in Hooghalen                 |
| 41 | Westdorp - Eesergroen             | 15          |            | Brink in Westdorp                           |
| 42 | Gieterveen                        | 11,5        |            | Broek 1 in Gieterveen                       |
| 43 | De Kiel - Schoonoord              | 14,5        | 8,5 + 7    | De brug midden in Schoonoord                |
| 44 | Zwinderen                         | 15          | 7,5 + 7,5  | Zwinderschebrug in Zwinderen                |
| 45 | Roswinkel                         | 18,5        | 12 + 6,5   | Roswinkelerstraat 81 in Roswinkel           |
| 46 | Zwiggelte                         | 19          | 11 + 9,5   | Hoofdstraat 24 in Zwiggelte                 |
| 47 | 't Haantje - Noord-Sleen          | 18,9        |            | Haantje 8 in 't Haantje                     |
| 48 | Gees                              | 18          |            | Dorpsstraat 59 in Gees                      |
| 49 | Eexterveen - Eexterveenschekanaal | 12,5        |            | Dorpsstraat 41 in Eexterveen                |
| 50 | Wezup - Wezuperbrug               | 17,5        |            | Wezuperstraat 15 in Wezup                   |
| 51 | Erm - Sleen                       | 19,5        | 9 + 12     | Oosterlangen 2 in Erm                       |
| 52 | Gasselternijveen - Gasselte       | 18          |            | Vaart 5 in Gasselternijveen                 |
| 53 | Eext - Anloo                      | 16          | 9 + 9      | Hoofdstraat 20 in Eext                      |
| 54 | Barger - Oosterveen               | 16,5        |            | Kruising Dordsedijk en Veenhoeksweg         |
| 55 | Tiendeveen                        | 16,5        | 11,5 + 7   | Molenweg 6 in Tiendeveen                    |
| 56 | Nieuw-Dordrecht                   | 18          | 11 + 9     | Vastenow 3 in Nieuw-Dordrecht               |
| 57 | Anderen                           | 19,5        | 8,5 + 11   | Anlooërweg (begin) in Anderen.              |
| 58 | Weiteveen - Nieuw-Schoonebeek     | 19          | 9 + 10     | Zusterweg 17 in Weiteveen                   |
| 59 | Twist - Nieuw-Schoonebeek         | 14,5        |            | Overbergstraße 28 in Twist (D)              |
| 60 | Anloo - Schipborg                 | 15          | 5,5 + 9,5  | Lunsenhof 20 in Anloo                       |
| 61 | Weerdinge - Valthe                | 19,5        | 10,5 + 11  | Dorpsstraat 53 in Weerdinge                 |
| 62 | Nieuw-Roden - Nietap              | 19          | 9 + 10     | Terheijlsterweg 1 in Nieuw-Roden            |
| 63 | Oosterhesselen - Zweeloo          | 18          | 12 + 8     | Burg. De Kockstraat 34 in Oosterhesselen    |

| Nr. | Kinderknapzakroutes | Lengte (km) | Startpunt                     |
| --- | ------------------- | ----------- | ----------------------------- |
| 64  | Hijkerveld          | 4,5         | Schaapskooi Hijkerveld        |
| 65  | Orvelte             | 5           | Parkeerplaats West in Orvelte |

De eindredactie van alle gidsen is in handen van Bertus Boivin. De afmetingen van het staande formaat van een gidsje bedragen 115 × 215 mm en het heeft standaard 24 bladzijden.

## Navolging
Het succes van de Drentse Knapzakroutes heeft ook in andere provincies geleid tot vergelijkbare initiatieven. Het concept werd ook overgenomen onder andere aanduidingen, zoals Struun-route (in Groningen), Swalkrûte (in Friesland) of Kuierroute (in Overijssel). Ook Klompenpaden kunnen op Knapzakroutes lijken.